# Герб Смілянського району
Герб Смілянського району — офіційний символ Смілянського району, затверджений 24 листопада 1998 р. рішенням сесії районної ради.

## Опис
Щит іспанський. У срібному полі з базою, перетятою багато разів срібним і чорним, золотий сніп пшениці. На зеленій облямівці срібний напис "Смілянський район", над щитом розташовано стилізоване зображення гілок й плодів калини.